# Iniistius griffithsi
Iniistius griffithsi es una especie de peces de la familia Labridae en el orden de los Perciformes.

## Morfología
Los machos pueden llegar alcanzar los 14,3 cm de longitud total.

## Distribución geográfica
Se encuentra en Mauricio, Madagascar y la Isla de Navidad.